# Blessbock
Der Blessbock (Damaliscus phillipsi), auch Bleßbock, Bläßbock oder Blässbock, ist eine Antilopen-Art aus der Gattung der Leierantilopen (Damaliscus), aus der Familie der Hornträger (Bovidae). Öfters werden Blessbock und Buntbock (Damaliscus pygargus) auch als Unterarten einer Art angesehen. Er ist im südafrikanischen Highveld und in der östlichen Karoo verbreitet und dort endemisch.
Seinen Namen hat er aufgrund des markanten weißen Gesichts. Eine solche Zeichnung wird bei Pferden und anderen Tieren als Blesse, in Afrikaans (und im niederländischen) als bles bezeichnet. Daher rührt die englische Bezeichnung Blesbok.

## Beschreibung
Männchen und Weibchen sehen sich sehr ähnlich. Sie erreichen eine Schulterhöhe von 90 bis 100 cm. Die Schulter ist etwas höher als die Hüfte. Männliche ausgewachsene Blessböcke wiegen durchschnittlich etwa 70 kg; Weibchen sind mit etwa 60 kg etwas leichter. Die Kopf-Rumpf-Länge beträgt 140 bis 160 cm. Der Schwanz ist 30 bis 45 cm lang. Charakteristisch ist die markante weiße Blesse im Gesicht, die sich deutlich vom braunen Fell abhebt. Zwischen den Augen wird die Blesse von einem braunen Streifen geteilt. Der Hals und die Oberseite des Rückens des Blessbocks sind braun mit einem helleren Sattel auf dem Rücken. Weiter unten an den Flanken und am Gesäß wird die Färbung dunkler. Die Beine sind braun, mit einem weißen Fleck auf der Hinterseite der Vorderbeine, die Unterschenkel sind weißlich. Der Bauch, die Innenseite des Gesäßes und der Bereich bis zum Schwanzansatz sind weiß. Die gerillten Hörner sind bei beiden Geschlechtern leierförmig geformt und haben eine Länge von bis zu 38 cm. Die Hörner der Weibchen sind etwas schlanker als die der Männchen. Der Blessbock unterscheidet sich vom Buntbock dadurch, dass er insgesamt weniger weiß gefärbt ist. Das Fell ist etwas heller als das des Buntbocks und ihm fehlt der Purpurglanz an den Seiten, den Wangen und den oberen Gliedmaßenbereichen. Die Blesse wird bei Blessbock normalerweise durch ein braunes Band zwischen den Augen geteilt.
Seit den späten 1960er Jahren wurden weiße Blessböcke an verschiedenen Orten nachgewiesen. Eine Herde weißer Blessböcke wurde 1974 im Mpofu Game Reserve am Ostkap angesiedelt. Wie bei Impalas ist die Weiß-Färbung rezessiv und tritt natürlich nur sporadisch auf. Die natürliche Fellfarbe variiert von hell- bis dunkelbraun, aber es fehlt die dunkel-rötliche Schattierung, die den Buntbock auszeichnet.

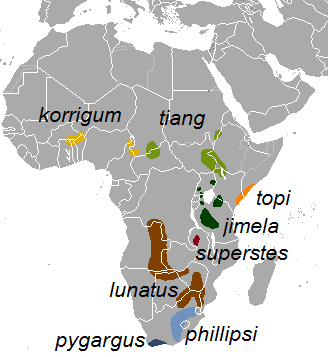
Verbreitungsgebiete verschiedener Vertreter der Gattung Damaliscus
Blessbock
Buntbock
Tsessebe

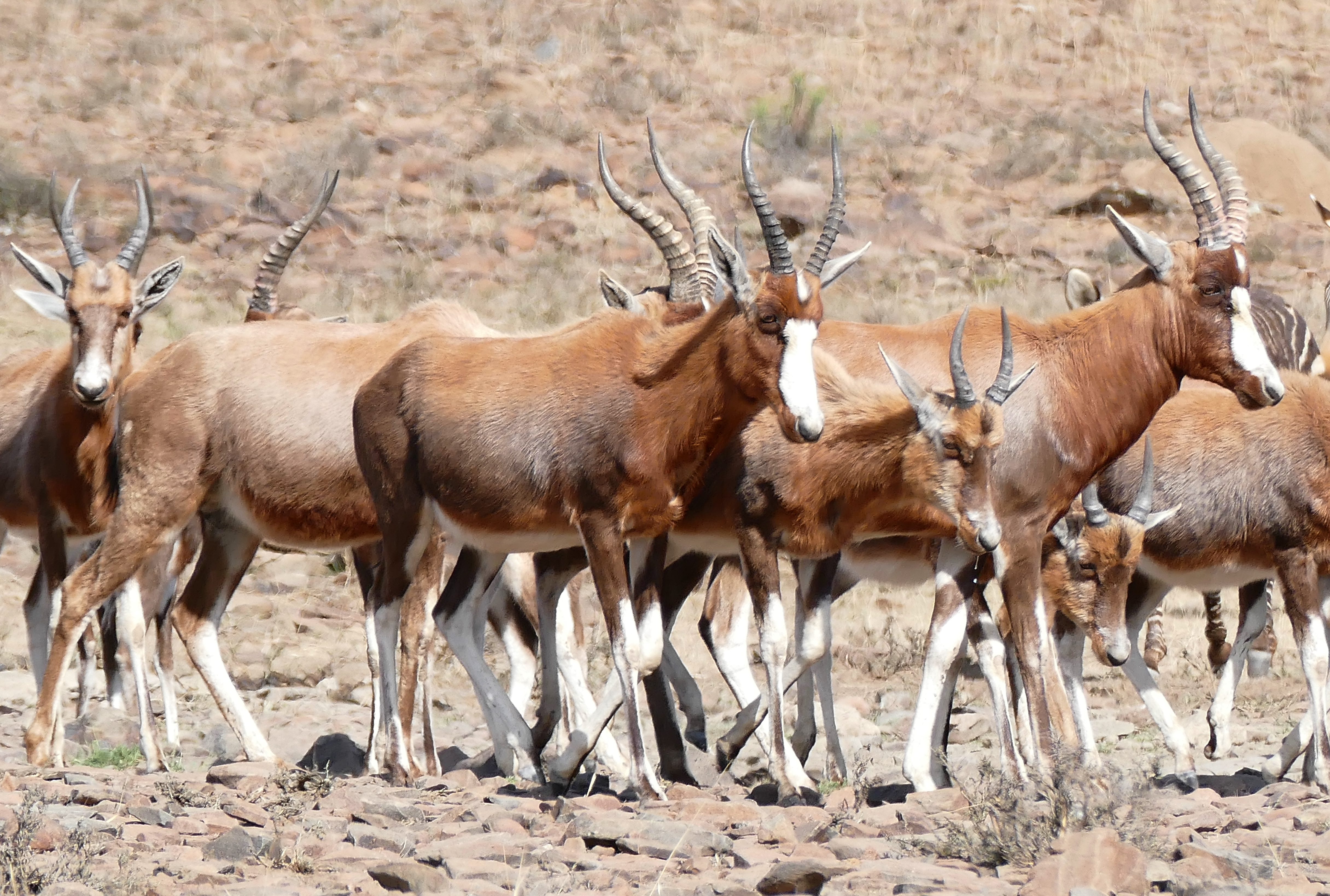
Blessbockherde

## Verbreitung, Lebensraum und Nahrung
Das ursprüngliche Verbreitungsgebiet des Blessbock umfasst das Highveld und die östliche Karoo in Südafrika. Heute kommt er, vor allem auf Privatfarmen, auch in anderen Regionen Südafrikas, in Simbabwe, Botswana, Namibia und Eswatini vor. Blessböcke ernähren sich fast ausschließlich von Gräsern und bevorzugen besonders frisch sprießende Grassprossen auf Gebieten, die zuvor abgerannt sind. Im Jahresverlauf halten sich die Antilopen bevorzugt im Sweetveld, einem Gebiet mit mittellangen, qualitativ hochwertigen, nahrhaften Gräsern wie Themeda triandra auf; während der Trockenzeit wandern sie in das Sourveld ab, einem feuchteren Gebiet mit hohen Gräsern, die aber weniger nahrhaft sind. Schwer verdauliche Gräser verbleiben lange im sehr großen Pansen. Die Fettreserven der Antilopen schrumpften dann bis zur darauffolgenden Regenzeit.

## Verhalten
Blessböcke sind tagaktiv. In den kalten Wintermonaten, wenn sie in Gruppen stundenlang entweder in der Sonne stehen oder im Schatten von Bäumen liegen, sind sie weniger aktiv als im Sommer. In wärmeren Regionen bleiben sie im Sommer während der heißen Tageszeit im Schatten von Bäumen. Wenn es kühler wird, teilen sie sich in kleinere Gruppen auf, um zu weiden. Mit dem Einsetzen des Frühlingsregens beginnen die erwachsenen Böcke mit Rangkämpfen, die tödlich enden können. In der Paarungszeit von März bis Mai besetzen erwachsene, 4 bis 8 Jahre alte Männchen Reviere von 0,9 bis 4,1 ha Größe. Einige Böcke bleiben auch nach der Paarungszeit in ihrem Revier. In diesen Zeiten werden die Reviere aber nicht verteidigt. Weibchen leben in Familiengruppen oder Harems. Familiengruppen bestehen aus subadulten Weibchen, jungen Männchen (1–2 Jahre) und älteren Weibchen (>7 Jahre). Die Harems der revierbesitzenden Männchen umfassen 4 bis 25 erwachsene Muttertiere (2,5–7 Jahre) und ihre Jungen (10–18 Monate). Männchen schließen sich zu Junggesellengruppen mit subadulten Böcken (2–4 Jahre) zusammen, zu denen auch und ein oder zwei erwachsene, mehr als 4 Jahre alte Böcke gehören können. Es können sich auch Gruppen aus nicht revierbesitzenden, erwachsenen Böcken bilden. Ein Bock (4–8 Jahre) paart sich mit 8 bis 12 Kühen (2,5–7 Jahre), wenn sie sein Revier durchqueren. Der Großteil der Jungen wird nach einer Trächtigkeit von ca. 240 Tagen (7,5 Monate) zwischen November und Januar geboren, die Geburten erstrecken sich aber bis in den Mai hinein. Weibchen bringen pro Saison ein Kalb zur Welt. Das Muttertier bleibt während der Geburt bei der Gruppe und innerhalb von 20 Minuten läuft das Jungtier mit seiner Mutter mit. Nach 12 bis 18 Monaten verlassen die subadulten Weibchen ihre Familiengruppe, die jungen Männchen nach 10 bis 12 Monaten. Nach 28 bis 36 Monaten sind Blessböcke ausgewachsen.
Vor allem die Jungtiere fallen Schakalen, Karakalen, Pavianen und Pythons zum Opfer. Erwachsene Blessböcke werden von Leoparden und Geparden gejagt. Gefahr wird eher durch das Sehen als durch den Geruch erkannt.

## Systematik
Blessbock und Buntbock (Damaliscus pygargus) sind eng miteinander verwandt. Genetische Analysen Anfang der 1990er Jahre ergaben einen genetischen Unterschied von lediglich 0,47 %, was für eine Trennung der beiden Formen im Mittelpleistozän vor etwa 250.000 Jahren spricht. Beide Arten werden mitunter auch zu einer Art unter dem Namen Damaliscus pygargus mit den Unterarten D. p. pygargus (Buntbock) und D. p. phillipsi (Blessbock) zusammengefasst. Die letzte Revision der Hornträger aus dem Jahr 2011, erstellt von Colin Peter Groves und Peter Grubb, führt beide Formen als eigenständige Arten, während das zwei Jahre später erschienen Referenzwerk zur afrikanischen Säugetierfauna, Mammals of Africa, beide zusammenführt. Für eine Trennung in zwei Arten sprechen zum einen die zahlreichen morphologischen Unterschiede, zum anderen sind die Arten räumlich voneinander getrennt. Die im zentralen Südafrika gelegenen Lebensräume des Blessbocks sind wenigstens 320 km vom nächstgelegenen Vorkommen des Buntbocks im Südwesten Südafrikas entfernt. Diese geographische Trennung der Populationen erfolgte möglicherweise zum Ende der letzten Eiszeit vor mehr als 12.000 Jahren, so dass seitdem eine Vermischung der beiden Formen unter natürlichen Umständen nicht möglich ist. Unter künstlichen Bedingungen, z. B. auf Wildfarmen, kommt es aber zur Hybridisierung zwischen Bunt- und Blessböcken. Unter solchen Bedingungen wurde auch schon Hybridisierungen mit Leierantilopen beobachtet sowie die eines Blessbock-Weibchens mit einer Kuhantilope, allerdings waren deren Nachkommen unfruchtbar.

## Etymologie
Die Art wurde nach John Charles Phillips benannt, in „Anerkennung seiner Bemühungen um den Erhalt der schwindenden Säugetierfauna der Welt zum Wohle der Nachwelt und unserer eigenen Generation.“

## Status
Früher waren Blessböcke eine der am häufigsten vorkommenden Antilopenarten, wurden aber aufgrund starker Bejagung fast ausgerottet. Die Population war auf ca. 2000 Tiere reduziert. In freier Wildbahn galten sie zur Zeit der Erstbeschreibung als ausgestorben. Da sie seit dem späten 19. Jahrhundert unter Schutz stehen, hat sich der Bestand seitdem wieder deutlich erholt. Ihre Zahl wird auf mindestens 54.000 geschätzt, von denen etwa 69 % als genetisch rein gelten. Sie werden daher als nicht gefährdet (least concern) eingestuft. Mindestens 17.000 Blessböcke leben in diversen Schutzgebieten. Die Hauptbedrohung der Art wird in der Hybridisierung mit dem Buntbock gesehen.